# Bielorrusia en los Juegos Paralímpicos de Atenas 2004
Bielorrusia estuvo representada en los Juegos Paralímpicos de Atenas 2004 por un total de 33 deportistas, 20 hombres y 13 mujeres.

## Medallistas
El equipo paralímpico bielorruso obtuvo las siguientes medallas:
| Nombre                                                       | Deporte          | Evento                                  |
| ------------------------------------------------------------ | ---------------- | --------------------------------------- |
| Oro                                                          |                  |                                         |
| Tamara Sivakova                                              | Atletismo        | Peso F12 femenino                       |
| Volha Zinkevich                                              | Atletismo        | Salto de longitud F12 femenino          |
| Aliaksandr Tryputs                                           | Atletismo        | Jabalina F12 masculino                  |
| Ihar Fartunau                                                | Atletismo        | Pentatlón P13 masculino                 |
| Vasili Shaptsiaboi                                           | Ciclismo en ruta | Ruta/Contrarreloj tándem B1-3 masculino |
| Raman Makarau                                                | Natación         | 100 m espalda S12 masculino             |
| Raman Makarau                                                | Natación         | 100 m libre S12 masculino               |
| Raman Makarau                                                | Natación         | 100 m mariposa S12 masculino            |
| Serguéi Punko                                                | Natación         | 200 m estilos SM12 masculino            |
| Serguéi Punko                                                | Natación         | 400 m libre S12 masculino               |
| Plata                                                        |                  |                                         |
| Volha Zinkevich                                              | Atletismo        | 100 m T12 femenino                      |
| Volha Zinkevich                                              | Atletismo        | 200 m T12 femenino                      |
| Tamara Sivakova                                              | Atletismo        | Disco F13 femenino                      |
| Aliaksandr Kuzmichou                                         | Atletismo        | Triple salto F12 masculino              |
| Ihar Fartunau                                                | Atletismo        | Salto de longitud F13 masculino         |
| Viktar Jilmonchik                                            | Atletismo        | Peso F42 masculino                      |
| Aliaksandr Tryputs                                           | Atletismo        | Pentatlón P13 masculino                 |
| Raman Makarau                                                | Natación         | 50 m libre S12 masculino                |
| Raman Makarau                                                | Natación         | 200 m estilos SM12 masculino            |
| Serguéi Punko                                                | Natación         | 100 m braza SB12 masculino              |
| Serguéi Punko                                                | Natación         | 100 m mariposa S12 masculino            |
| Raman Makarau Yuri Rudzenok Serguéi Punko Dmitri Kravtsevich | Natación         | 4 × 100 m libre (49 ptos.) masculino    |
| Bronce                                                       |                  |                                         |
| Aliaksandr Kuzmichou                                         | Atletismo        | 400 m T12 masculino                     |
| Anna Kaniuk                                                  | Atletismo        | Salto de longitud F12 femenino          |
| Aksana Sivitskaya                                            | Atletismo        | Salto de longitud F13 femenino          |
| Siarhei Hrybanan                                             | Atletismo        | Disco F13 masculino                     |
| Raman Makarau                                                | Natación         | 400 m libre S12 masculino               |
| Serguéi Punko                                                | Natación         | 100 m libre S12 masculino               |
| Raman Makarau Yuri Rudzenok Serguéi Punko Dmitri Kravtsevich | Natación         | 4 × 100 m estilos (49 ptos.) masculino  |